# Uche Okafor (labdarúgó, 1967)
Uchenna Kizito Okafor (Owerri, 1967. augusztus 8. – Dallas, 2011. január 6.) nigériai válogatott labdarúgó.

## Pályafutása

### A válogatottban
1988 és 1998 között 34 alkalommal szerepelt a nigériai válogatottban. Részt vett az 1994-es afrikai nemzetek kupáján, az 1995-ös konföderációs kupán, az 1994-es és az 1998-as világbajnokságon.

### Halála
43 éves korában öngyilkosságot követett el. A Dallas közelében található Little Elm-i otthonában felakasztva talált rá a felesége.

## Sikerei, díjai
Mechelen
- Belga bajnok (1): 1988–89
- UEFA-szuperkupa (1): 1988

Kansas City Wizards
- MLS-bajnok (1): 2000

Nigéria
- Afrikai nemzetek kupája (1): 1994